# Астана Арена
«Астана́ Аре́на» (каз. Astana Arena) — футбольний стадіон з розсувним дахом у Астані, столиці Казахстану, вміщає 30 000 глядачів.
Стадіон орієнтований насамперед на футбол, але легко може бути адаптований і для інших спортивних заходів, включаючи улюблені види спорту в країні — боротьбу, дзюдо та бокс.
Арена на 30 000 місць задумана як великий амфітеатр із дворівневою структурою: нижньою терасою на 15 000 місць навколо ігрового поля, і верхньою — на 15 000 місць, що нависає зі східної і західної сторін.
Розсувна покрівля стадіону повністю відкривається і закривається за 20 хвилин. Стадіон має штучне поле та інфраструктуру всіх приміщень, пристосованих до проведення матчів світового рівня і концертів.

## Історія стадіону
Стадіон відкрито 3 липня 2009 року. Спочатку, як і в офіційний день відкриття, він називався Стадіон Кажимукан на честь відомого борця Кажимукана Мунайтпасова. Пізніше стадіон отримав свою нинішню назву «Астана Арена».
У першому в історії стадіону матчі зустрілися «Астана» і молодіжна збірна Казахстану. Матч судив відомий італійський арбітр П'єрлуїджі Колліна, символічний перший удар по м'ячу завдав президент Казахстану Нурсултан Назарбаєв. У складі кожної з команд, крім їхніх постійних гравців, ще виступали по дві запрошені «зірки»: у складі молодіжної збірної Казахстану — захисник збірної Грузії і італійського «Мілана» Каха Каладзе і нападник збірної України Андрій Шевченко, а в складі «Локомотива» — відомі турецькі футболісти Хасан Шаш і Хакан Шукюр.
14 жовтня 2009 року на стадіоні вперше відбувся офіційний матч національних збірних: у рамках кваліфікаційного турніру чемпіонату світу 2010 року збірна Казахстану зустрілася зі збірною Хорватії. Матч закінчився з рахунком 2:1 на користь гостей, вирішальний м'яч був забитий наприкінці матчу, в компенсований час.
На стадіоні пройшла церемонія відкриття Зимових Азійських ігор 2011 року.

## Критика
- Стадіон був побудований за $185 млн при початковій ціні в $110 млн[5]
- 5 червня 2015 року, під час проведення 13-ї Премії Муз-ТВ, дах арени протікав. Міністр культури і спорту Казахстану Аристанбек Мухамедиули пояснив це «стиком з пластиліном»[6]

## Основні характеристики арени
- Чотири трибуни — Північна, Південна, Західна і Східна.
- Місткість — 30 000 глядачів.
- Розміри поля — 105 х 68 метрів.
- Покриття — штучне.
- Сидіння — пластикові.
- VIP-ложі.
- Ложа преси.
- Місткі роздягальні — 4.
- Суддівська кімната.
- Кімната інспектора.
- Зал для прес-конференцій на 120 осіб.
- 4 кімнати для ЗМІ на 100 осіб.
- Кімната для дикторів.
- 2 сучасних табло.
- Освітлення, що відповідає вимогам УЄФА.
- Тренажерний зал.

## Галерея

Головний вхід на стадіон
Краєвид «Астана Арени» з тильної сторони
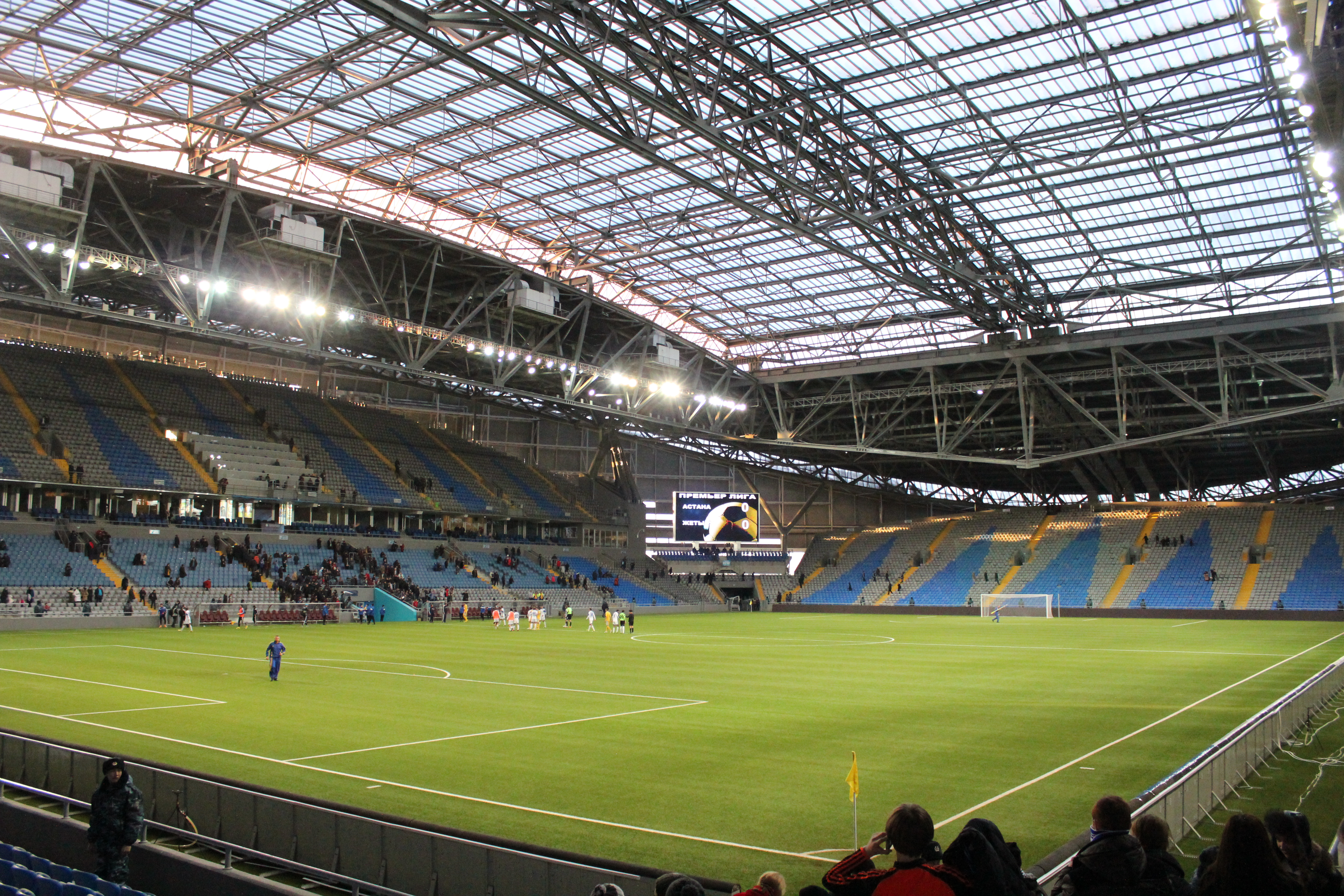
Стадіон із закритим дахом
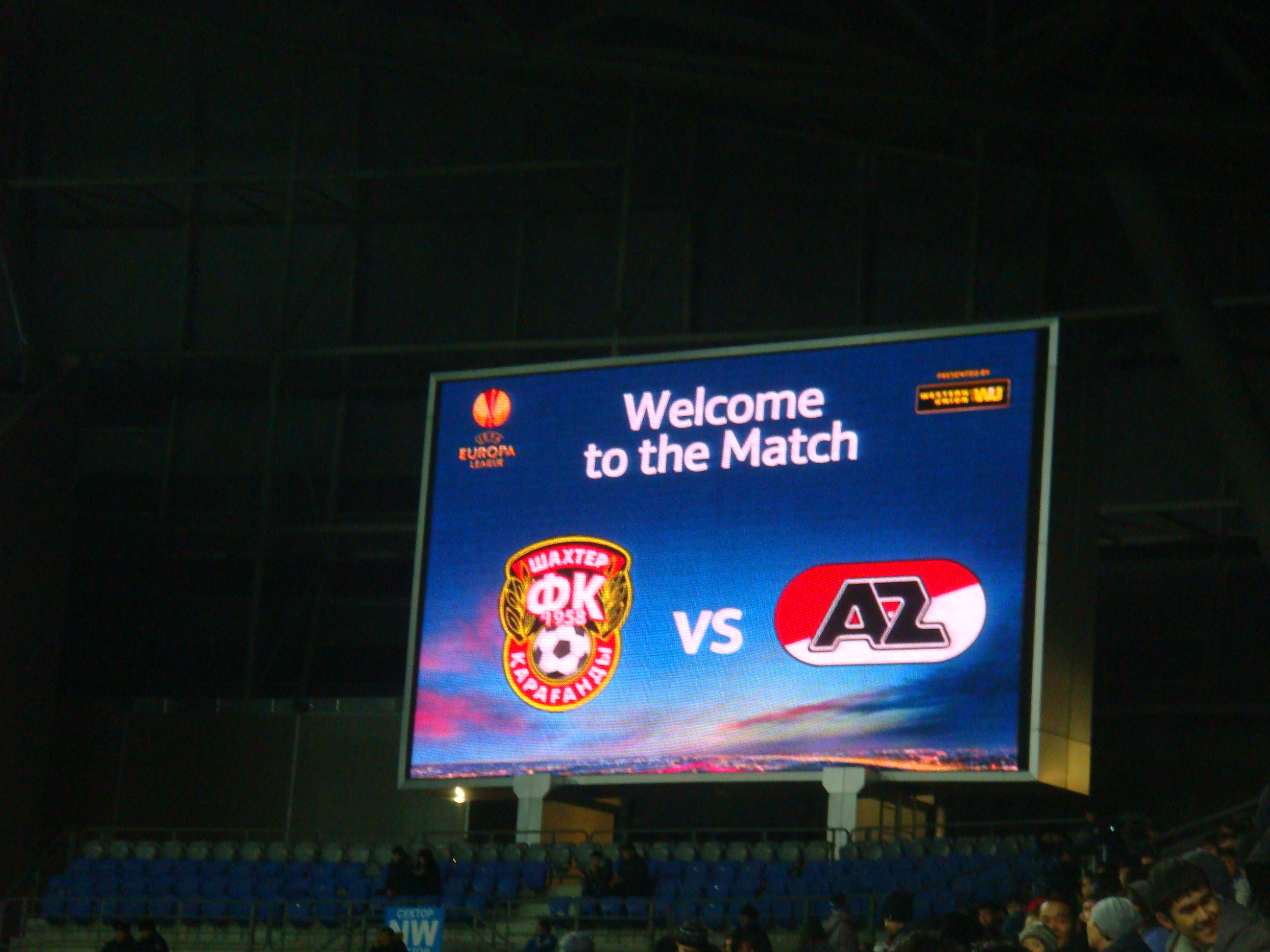
Табло стадіону
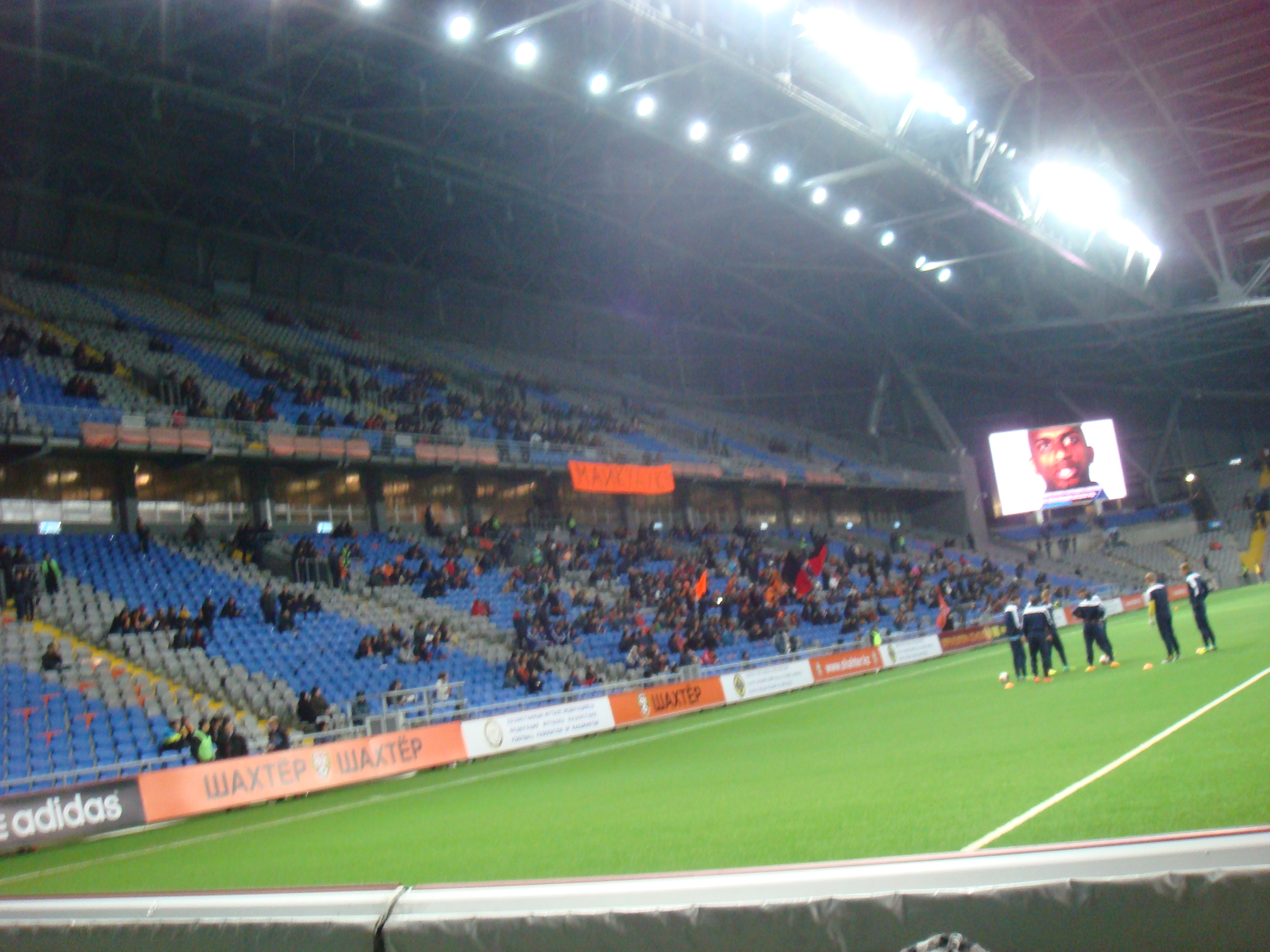
Трибуни стадіону